# Korea Drama Awards
Korea Drama Awards (kor. 코리아 드라마 어워즈 Kolia deulama eowojeu) – ceremonia rozdania naród telewizyjnych w Korei Południowej. Po raz pierwszy została ufundowana w 2007 roku na Korea Drama Festival i od tamtego czasu odbywa się ona w październiku w Jinju w Gyeongsangu Południowym. Każdego roku nominacje przyznawane są za okres od października roku poprzedniego do września roku w którym odbywa się ceremonia rozdania nagrody. Nominowani są wybierani zarówno spośród trzech wielkich nadawców (KBS, MBC i SBS), jak również mniejszych stacji niepublicznych.
W 2009 roku ceremonia rozdania nagród została odwołana z powodu pandemii grypy.

## Kategorie
- Wielka nagroda
- Najlepszy serial telewizyjny
- Najlepszy scenariusz
- Najlepszy reżyser
- Najlepszy aktor
- Najlepsza aktorka
- Najdoskonalszy aktor
- Najdoskonalsza aktorka
- Najlepszy debiut aktorski, mężczyzna
- Najlepszy debiut aktorski, kobieta
- Gwiazda koreańskiej fali
- Specjalna nagroda jury
- Nagroda za osiągnięcia
- Najlepsza ścieżka dźwiękowa
- Najatrakcyjniejsza gwiazda
- Gwiazda roku
- Najlepsza międzynarodowa gwiazda
- Nagroda KDA
- Najlepszy aktor drugoplanowy
- Najlepsza aktorka drugoplanowa
- Najlepszy młody aktor/aktorka

## Wielka nagroda (Daesang)
| Nr | Rok  | Odbiorca       | Tytuł                                 |
| -- | ---- | -------------- | ------------------------------------- |
| 1  | 2007 | Kim Hee-ae     | My Husband's Woman                    |
| 1  | 2007 | Yoo Dong-geun  | Yeon Gaesomun                         |
| 2  | 2008 | Kim Myung-min  | Beethoven Virus                       |
| 3  | 2010 | nie przyznano  | nie przyznano                         |
| 4  | 2011 | nie podano     | Secret Garden                         |
| 5  | 2012 | Kim Nam-joo    | My Husband Got a Family               |
| 6  | 2013 | Lee Bo-young   | I Can Hear Your Voice                 |
| 7  | 2014 | Kim Soo-hyun   | Przybyłeś z Gwiazd                    |
| 8  | 2015 | Kim Soo-hyun   | Producent                             |
| 9  | 2016 | Kim So-yeon    | Happy Home                            |
| 10 | 2017 | Kim Sang-joong | Yeokjuk: baegseong-eul humchin dojeog |

## Najlepszy serial telewizyjny
| Nr | Rok  | Tytuł serialu                 | Stacja        |
| -- | ---- | ----------------------------- | ------------- |
| 1  | 2007 | Jumong                        | MBC           |
| 2  | 2008 | Mom's Dead Upset              | KBS2          |
| 3  | 2010 | Łowcy niewolników             | KBS2          |
| 4  | 2011 | nie przyznano                 | nie przyznano |
| 5  | 2012 | Neongkuljjae gulleoon danshin | KBS2          |
| 6  | 2013 | My Daughter Seo-young         | KBS2          |
| 7  | 2014 | Przybyłeś z Gwiazd            | SBS           |
| 8  | 2015 | Misaeng                       | tvN           |
| 9  | 2016 | Taeyang-ui huye               | KBS2          |
| 10 | 2017 | Gunju – Gamyeonui juin        | MBC           |
| 10 | 2017 | Goblin                        | tvN           |